# Victor Pasmore
Edwin John Victor Pasmore, född 3 december 1908 i Surrey, död 23 januari 1998 i Valletta, var en brittisk målare och skulptör. Pasmore målade i huvudsak abstrakt konst. 

## Biografi
Pasmore föddes i Chelsham i England. Hans mor var amatörmålare och hans far var läkare. När han var 14 år gammal började han på Harrow School där han blev mycket intresserad av konst. Hans pappa dog väldigt plötsligt när Pasmore var 19 år, och då tvingades han att ta ett kontorsjobb i London. 
År 1937 var han med att grunda Euston Road School.
Pasmore ägnade sig länge åt ett impressionistiskt figurmåleri. Efter andra världskriget började han arbeta abstrakt och målade spiralformer. Senare sysslade han med helt nonfigurativa konstruktioner, på samma gång målningar och skulpturer, utförda i trä, glas och plast och i anslutning till neoplasticism och konstruktivism.  Pasmore är representerad vid bland annat Göteborgs konstmuseum.